# Haworthia Revisited: A Revision of the Genus
Haworthia Revisited: A Revision of the Genus és un llibre amb il·lustracions, descripcions botàniques i mapes de distribució del gènere Haworthia, abans de la divisió d'aquest gènere en Haworthiopsis, Tulista i Astroloba. Aquest llibre omplia un gran buit en la literatura disponible sobre el gènere. El llibre reconeix 61 espècies, 4 subespècies, 137 varietats i 5 formes, incloses 6 espècies noves, tres de les quals es descriuen per primera vegada, 27 noves varietats i 37 noves combinacions. Va ser editada el desembre de 1999.